# Sergio Zoppi
Sergio Zoppi (Sesto Fiorentino, 28 marzo 1935) è un saggista e politico italiano.

## Biografia
Laureato in scienze politiche all'Università di Firenze con relatore Giovanni Spadolini, si avvicina agli ambienti del cattolicesimo democratico; diviene caporedattore di Nuovo osservatore, rivista di centro sinistra diretta da Giulio Pastore), e pubblica nel 1968 con Vallecchi il suo primo libro (Romolo Murri e la prima Democrazia Cristiana, con la prefazione di Spadolini).
Negli anni settanta inizia a interessarsi ai temi del mezzogiorno, interesse che lo porterà tra il 1976 e il 1996, tra l'altro, ad essere presidente e direttore generale del Formez, e ricopre la carica di Sottosegretario alla Presidenza del Consiglio con delega alla Funzione Pubblica e Affari Regionali del primo governo Prodi e di Sottosegretario al Ministero della Pubblica Istruzione nel primo governo D'Alema).
È autore di vari saggi su temi sociopolitici. Ha curato nel 2011 l'antologia Diciotto voci per l'Italia unita (Bologna, Il Mulino), dedicata ai "meridionalisti non meridionali".

## Opere principali
- Romolo Murri e la prima Democrazia Cristiana, Firenze, Vallecchi editore, 1968
- Dalla Rerum Novarum alla democrazia cristiana di Murri, Bologna, il Mulino, 1991
- Giovanni Marongiu: l'uomo e il suo progetto di cittadinanza democratica, Bologna, Il mulino, 1994
- Il Sud tra progetto e miraggio, Roma, Donzelli, 1994
- Il Mezzogiorno di De Gasperi e Sturzo, 1944-1959, Soveria Mannelli, Rubbettino, 1998
- Il mezzogiorno delle buone regole, Bologna, Il mulino, 2000
- Una lezione di vita: Saraceno, la Svimez e il Mezzogiorno, Bologna, Il mulino, 2002
- De Gasperi e la nuova Italia: le riforme negli anni difficili e l'affermazione della vita democratica, Soveria Mannelli, Rubbettino, 2004
- Umberto Zanotti-Bianco: patriota, educatore, meridionalista, Soveria Mannelli, Rubbettino, 2009 Premio Nazionale Rhegium Julii Speciale[4]
- Una nuova classe dirigente: insegnamenti e scelte da Nitti a De Gasperi, con commenti e proposte di Giuseppe De Rita e altri, Soveria Mannelli: Rubbettino, 2009